# Vignemale
De Vignemale is een berg in centrale Pyreneeën op de grens van de Franse regio Occitanie en de Spaanse regio Aragon. De hoogste top van de Vignemale, de Pique Longue vormt het hoogste punt van de Franse Pyreneeën en de zestiende hoogste top van de gehele Pyreneeën. Andere toppen van de berg zijn de Petit Vignemale (3032 m), Pic du Clot de la Hount (3289 m) en de Pic de Cerbillona (3247 m).
De Pique Longue ligt evenaals de Pic du Clot de la Hount en de Pic de Cerbillona exact op de staatsgrens, die hier samenvalt met de hoofdkam van de Pyreneeën en met de Europese waterscheiding tussen de Atlantische Oceaan en de Middellandse Zee. De Pique Longue vormt het hoogste punt van de hoofdkam van de Pyreneeën. De hogere toppen liggen allen volledig aan de Spaanse zijde van de hoofdkam.
Het noordoosten en zuidoosten van de Vignemale behoort tot het stroomgebied van de Gave de Pau (bekken van de Adour). Het westelijke deel van de berg behoort tot het stroomgebied van de Río Ara, een zijrivier van de Ebro.
De Vignemale gaf zijn naam aan het Vignemale-massief dat zich uitstrekt in de richting van de Port de Boucharo in het zuidoosten. Zo worden ook de Petit Pic de Tapou 2923 m) en soms zelfs de Pic de Gabiet (2716 m) in het oosten nog tot dit massief gerekend.